# Behandlingen
Behandlingen är en svensk dramafilm från 2009 med regi och manus av Johan Jonason. I rollerna ses bland andra Björn Andersson, Eva Fritjofsson och Emil Johnsen.

## Om filmen
Inspelningen ägde rum med Mimmi Spång och Rebecka Lafrenz som producenter och Simon Pramsten som fotograf. Fredrik Fahlman och Axel Boman komponerade musiken och Helena Fredriksson, Jonason och Britta Norell klippte filmen. Den premiärvisades på Göteborgs filmfestival 26 januari 2009, där den var med och tävlade om Nordiska filmpriset. Den hade biopremiär 4 december samma år i Stockholm och året efter utgavs den på DVD. 2010 nominerades den även till Rising Star Award vid Stockholms filmfestival.

## Handling
Roy saknar motivation och är därför hemma på dagarna. Efter ett tag får hans fru nog och skickar iväg honom på en alternativbehandling. Väl där finner Roy metoden idiotisk och förstår inte vad han gör där. Terapeuten är så märklig att Roy anar att något är fel. När han försöker åka därifrån blir det obehagligt på allvar.

## Rollista
- Björn Andersson – Roy
- Eva Fritjofsson – Ylva
- Emil Johnsen – Carl
- Yvonne Lombard – Inga
- Vanna Rosenberg – Maria
- Ronald Jones – Thomas Dalton
- Maria Selbing – Susanne
- Ingvar Örner – dr Årman
- Jimmy Lindström – Kristoffer
- Ignatio Sosa Da Costa – José
- Tove Wiréen – sjuksköterskan
- Emil Klingvall	– Roys kollega
- Eva Dahl – kassörskan
- Lisbeth Johansson – vakten
- Hanna Löfqvist Dorsin – hotellreceptionisten

## Mottagande
De allra flesta recensenter lovordade filmen som har medelbetyget 3,5/5 på sajten Kritiker.se, baserat på fjorton recensioner. Till de positiva hörde Svenska Dagbladet (4/6), Expressen (4/5) och Upsala Nya Tidning (4/5) och till de mer negativa
Aftonbladet (2/5) och Kommunalarbetaren (2/5).